# 5,25" QF Mark I
5,25" QF Mark I е 133-mm британско универсално оръдие, използвано в Кралския флот на Великобритания по време на Втората световна война. На въоръжение при линейните кораби тип „Кинг Джордж V“, линкора „Вангард“, ПВО крайцерите тип „Дидо“ и подобрен „Дидо“, планирано е да се поставя и на линкорите от типа „Лайън“. Разрабатено е като оръдие, способно с еднаква ефективност да поразява надводни цели тип „разрушител“ и да се бори с авиация. Като зенитно оръдие се оказва слабоефективно.

## Конструкция
Оръдието има самоскрепена конструкция със свободен лайнер и полуавтоматичен клинов затвор. Живучестта на ствола първоначално е 750 изстрела с пълен заряд, с внедряването на новите сортове барути тя е доведена до 2000 изстрела. Зареждането е разделно-гилзово, което в съчетание с големия брой ръчни операции предопределя сравнително ниската за универсално оръдие скорострелност. Използва снаряди от два типа: полубронебойни с дънен взривател и фугасни, с челен механичен взривател, към края на войната за 133-mm оръдия до половината от фугасните снаряди имат радиолокационен взривател. Освен това има и с осветителни снаряди.

## Оценка на оръдието
Ефективността на артилерията по леки надводни кораби се оценява като напълно достатъчна. Далечината на стрелба стига за бой с всеки вид лек кораб.
Пригодността на оръдието против въздушни цели се оказва съмнителна. Голямата досегаемост по височина (15 km) при ъгъл на възвишение 70° като че ли позволява воденето на ефективен огън по високолетящи цели. Но британският флот до края на Втората световна война така и не получава радиолокационен взривател. Използва се само механичен, със забявящ механизъм, но позицията на боеприпасите винаги изостава на един залп. Още по-неефективни 133-mm оръдия се оказват против нисколетящ цели, от типа на торпедоносците. Фактически оръдията могат да произведат само два-три изстрела до пускането на противниковите торпеда, без прецизно настройване на забавителите на взривателите на снарядите. Този факт потвърждава боят на „Принс оф Уелс“ срещу японската авиация. Положение се влошава и от ниските скорости на насочване на тежките кули – 10 – 11° в секунда. Появата в хода на войната на високоскоростни самолети, независимо от предназначението им, прави 133-mm установки практически безполезни – те просто не успяват да съпровождат своите цели, особено на близки дистанции.
„Вангард“ получава новите, по-съвършени установки Mark 1*. Те имат по-висока скорост на насочване – по 20 °/с във вертикалната и хоризонталната плоскости. Бойното отделение е препланирано. Установките също така получават дистанционната трансмисия RP10* за вертикално и хоризонтално насочване. Увеличава се и скорострелността.